# グリアー郡 (オクラホマ州)
グリアー郡（英: Greer County）は、アメリカ合衆国オクラホマ州の南西部に位置する郡である。2010年国勢調査での人口は6,239人であり、2000年の6,061人から2.9％増加した。郡庁所在地はマンガム市（人口3,010人）であり、同郡で人口最大の都市でもある。1860年から1896年まで、テキサス州がグリア郡と呼ばれる地域の所有権を主張しており、そこには現在のオクラホマ州グリア郡と周辺の地域が含まれていた。

## 歴史
1819年のアダムズ＝オニス条約に関する議論があった後、アメリカ合衆国とテキサス州両政府は、当時グリア郡として運営されていた150万エーカー (6,100 km2) ほどの領域について領有権を主張した。訴訟が行われ、1896年3月16日にこの訴訟に最初の管轄権があったアメリカ合衆国最高裁判所による「アメリカ合衆国対テキサス州」判決で、その管轄権についてアメリカ合衆国に有利な裁定が出された。その地域は5月4日にオクラホマ準州に割り当てられ、オクラホマが州に昇格した1907年にはその一部がグリアー郡の一部になると共にベッカム郡、ハーモン郡、ジャクソン郡に分割された。

## 地理
アメリカ合衆国国勢調査局に拠れば、郡域全面積は644平方マイル (1,668.0 km2)であり、このうち陸地639平方マイル (1,655.0  km2)、水域は4平方マイル (10.4 km2)で水域率は0.67％である。

### 主要高規格道路
- アメリカ国道283号線
- オクラホマ州道6号線
- オクラホマ州道9号線
- オクラホマ州道34号線

### 隣接する郡
- ベッカム郡 - 北
- カイオワ郡 - 東
- ジャクソン郡 - 南
- ハーモン郡 - 西

## 人口動態
以下は2000年の国勢調査による人口統計データである。
| 基礎データ - 人口: 6,061人 - 世帯数: 2,1237 世帯 - 家族数: 1,442 家族 - 人口密度: 4人/km2（10人/mi2） - 住居数: 7,788軒 - 住居密度: 2軒/km2（4軒/mi2） 人種別人口構成 - 白人: 81.46% - アフリカン・アメリカン: 8.78% - ネイティブ・アメリカン: 2.47% - アジア人: 0.26% - 太平洋諸島系: 0.02% - その他の人種: 3.99% - 混血: 3.02% - ヒスパニック・ラテン系: 7.44% 年齢別人口構成 - 18歳未満: 20.0% - 18-24歳: 9.1% - 25-44歳: 28.4% - 45-64歳: 22.4% - 65歳以上: 20.0% - 年齢の中央値: 40歳 - 性比（女性100人あたり男性の人口） - 総人口: 123.8 - 18歳以上: 129.6 | 世帯と家族（対世帯数） - 18歳未満の子供がいる: 25.6% - 結婚・同居している夫婦: 51.0% - 未婚・離婚・死別女性が世帯主: 9.6% - 非家族世帯: 35.5% - 単身世帯: 33.4% - 65歳以上の老人1人暮らし: 19.8% - 平均構成人数 - 世帯: 2.27人 - 家族: 2.87人 収入と家計 - 収入の中央値 - 世帯: 25,793米ドル - 家族: 30,702米ドル - 性別 - 男性: 24,318米ドル - 女性: 18,641米ドル - 人口1人あたり収入: 14,053米ドル - 貧困線以下 - 対人口: 19.6% - 対家族数: 15.0% - 18歳未満: 28.4% - 65歳以上: 14.8% |

## 都市と町
- グラナイト
- マンガム - 郡庁所在地
- ウィロウ
- ブリンクマン